# Fil·lantàcies
Phyllanthaceae és una família de plantes amb flor de l'ordre de les Malpighiales.

## Taxonomia
El grup es denominava abans "subfamília Phyllanthoideae" de la família Euphorbiaceae.
La divisió actual coincideix amb la de l'antiga Phyllanthoideae, excepte en el cas de la tribu Drypeteae que ha passat a ser la família Putranjivaceae.
N'hi ha unes 1700 espécies que es troben principalment en les zones tropicals.

## Gèneres

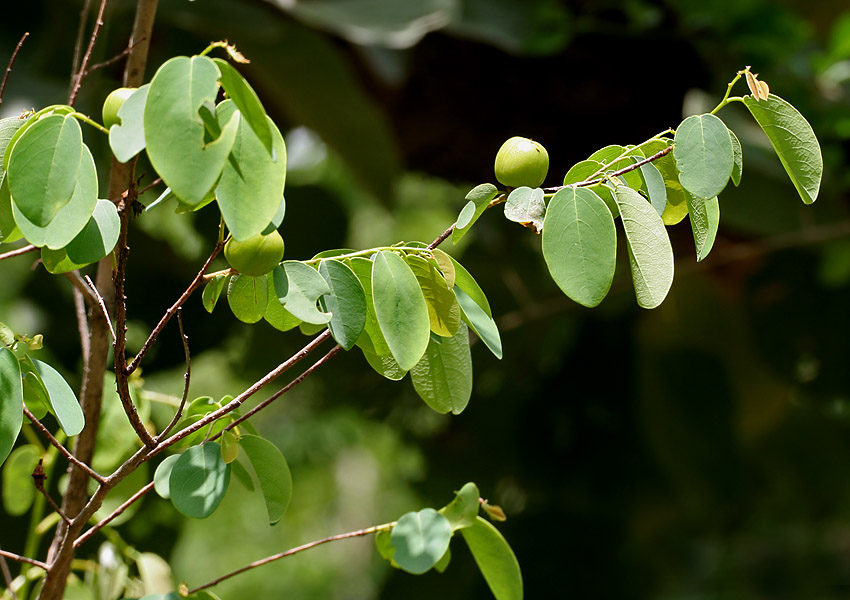
Cleistanthus collinus

Incertae sedis: Chonocentrum

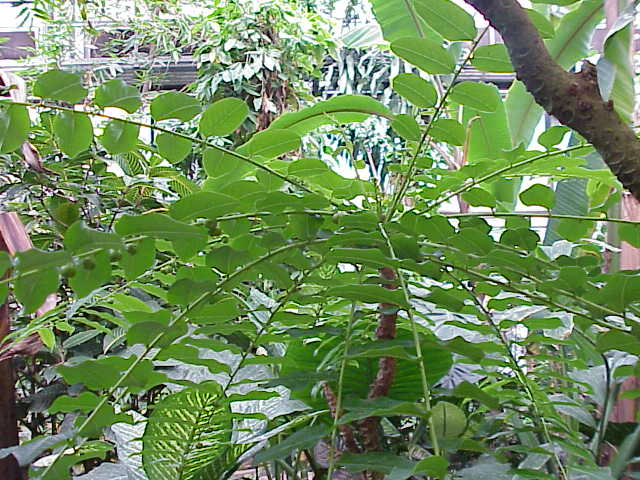
Phyllanthus juglandifolius

Subfamília Antidesmatoideae 6 Tribus
Tribu Bischofieae 1 gènere 
Bischofia
Tribu Uapaceae 1 gènere 
Uapaca
Tribu Spondiantheae 1 gènere 
Spondianthus
Tribu Scepeae 8 gèneres
Aporosa
Ashtonia
Baccaurea
Distichirrhops
Maesobotrya
Nothobaccaurea
Protomegabaria
Richeria
Tribu Jablonskieae 2 gèneres
Jablonskia
Celianella
Tribu Antidesmateae 5 Subtribus
Subtribu Hieronyminae 1 gènere 
Hieronyma
Subtribu Leptonematinae 1 gènere 
Leptonema
Subtribu Martretiinae 2 gèneres
Martretia
Apodiscus
Subtribu Hymenocardiinae 2 gèneres
Hymenocardia
Didymocistus
Subtribu Antidesmatinae 2 gèneres
Antidesma
Thecacoris
Subfamília Phyllanthoideae 4 Tribus
Tribu Bridelieae 5 Subtribus
Subtribu Securineginae 2 gèneres
Securinega
Lachnostylis
Subtribu Saviinae 5 gèneres
Savia
Croizatia
Discocarpus
Gonatogyne
Tacarcuna
Subtribu Pseudolachnostylidinae 4 gèneres
Pseudolachnostylis
Bridelia
Cleistanthus
Pentabrachion
Subtribu Keayodendrinae 1 gènere 
Keayodendron
Subtribu Amanoinae 1 gènere 
Amanoa
Tribu Phyllantheae 5 gèneres
Phyllanthus
Flueggea
Lingelsheimia
Margaritaria
Plagiocladus
Tribu Wielandieae 2 Subtribus
Subtribu Astrocasiinae 3 gèneres
Astrocasia
Chascotheca
Heywoodia
Subtribu Wielandiinae 3 gèneres
Wielandia
Chorisandrachne
Dicoelia
Tribu Poranthereae 8 gèneres
Poranthera
Actephila
Andrachne
Leptopus
Meineckia
Oreoporanthera
Zimmermannia
Zimmermanniopsis